# حافة العملة

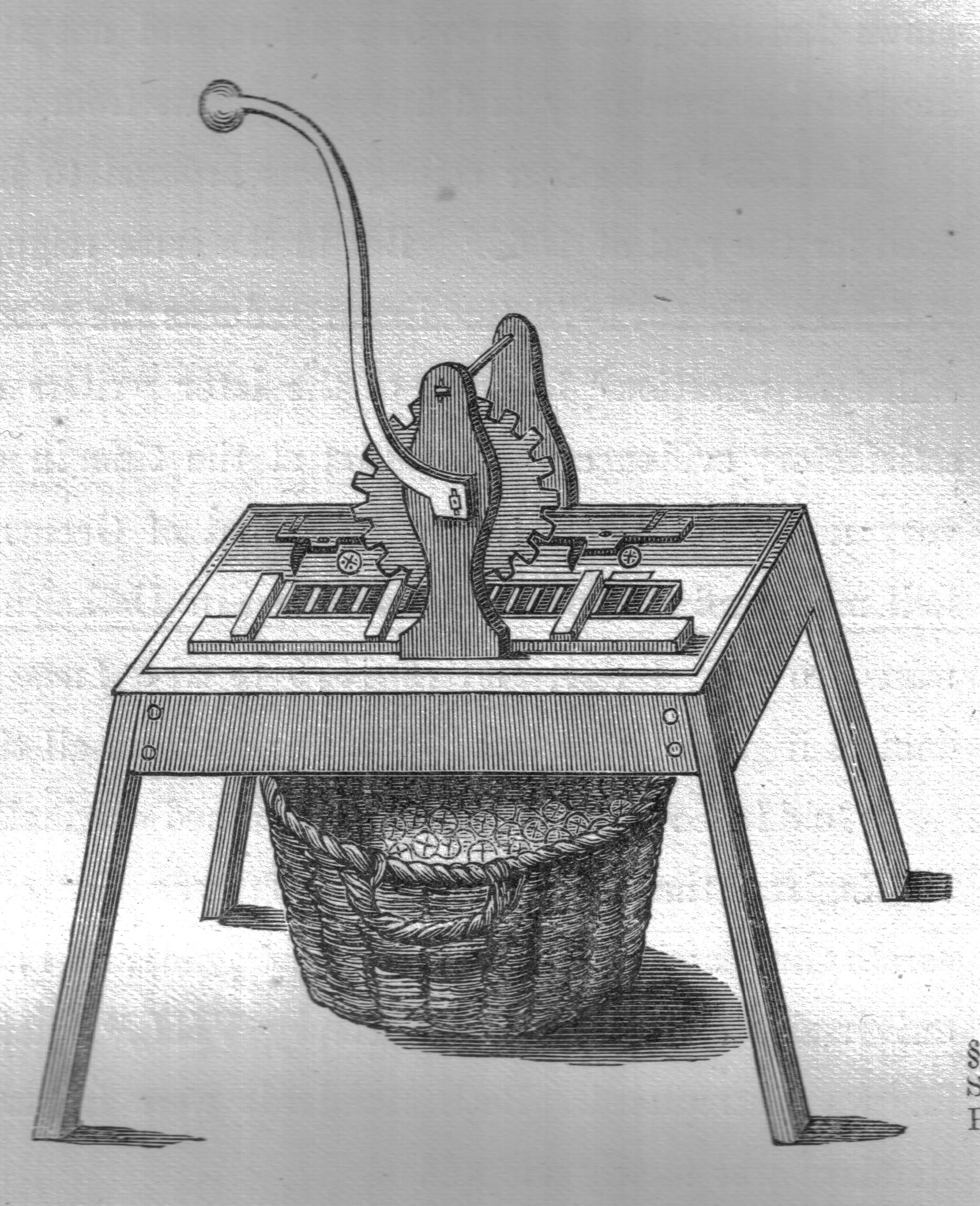
آلة نقش حافة العملة

قد تكون حواف العملة بسيطة (ناعمة، ملساء) أو منقوشة، أو مزيجًا من الاثنين معًا. ويمكن أن تشمل أيضًا الحروف أو الكلمات.
غالبًا ما يُشار إلى الحواف القصبية على أنها "محززة" أو "مقصبة" (الولايات المتحدة)، أو "مطحونة" (المملكة المتحدة). وبعض العملات المعدنية، مثل أرباع الولايات المتحدة والدايمات، لها حواف مقصوصة، وهذا النوع من الحواف أدخل لمنع قص العملات المعدنية [الإنجليزية] وتزويرها.

## أنماط حواف العملات
تتضمن أمثلة الأنماط المستخدمة على حواف العملة ما يلي:

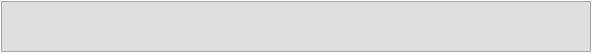
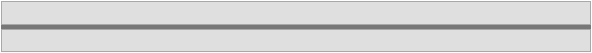
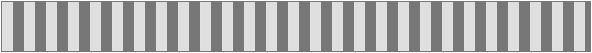
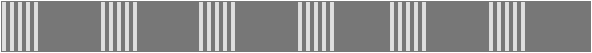
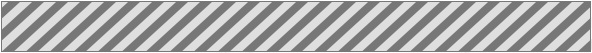
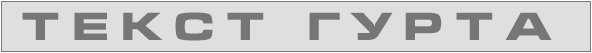
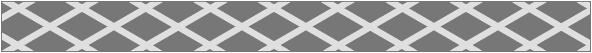
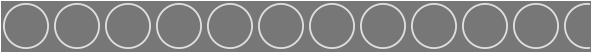
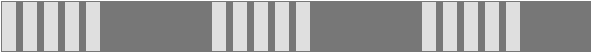